# Кастелнуово Магра
Кастелнуо̀во Ма̀гра (на италиански: Castelnuovo Magra, на местен диалект Castarnò, Кастарно) е градче и община в северозападна Италия, провинция Специя, регион Лигурия. Разположено е на 190 m надморска височина. Населението на общината е 8258 души (към 2011 г.).